# Töplach
Töplach ist eine Ortschaft in der Gemeinde St. Georgen am Längsee im Bezirk Sankt Veit an der Glan in Kärnten (Österreich). Die Ortschaft hat 57 Einwohner (Stand 1. Jänner 2024). Sie liegt auf dem Gebiet der Katastralgemeinde St. Georgen am Längsee.

## Lage
Die Ortschaft liegt im Sankt Veiter Hügelland im Zentrum des Bezirks Sankt Veit an der Glan, im Norden der Gemeinde Sankt Georgen am Längsee, nordwestlich und westlich oberhalb des Längsees.

## Geschichte
Der Ort wird 1248 als Topol erwähnt, 1458 als Toplach. Der Ortsname leitet sich vom Slowenischen topolje („bei denen bei den Pappeln“) ab.
Auf dem Gebiet der Steuergemeinde St. Georgen am Längsee liegend, gehörte der Ort in der ersten Hälfte des 19. Jahrhunderts zum Steuerbezirk St. Georgen am Längsee. Bei Bildung der Ortsgemeinden im Zuge der Reformen nach der Revolution 1848/49 kam Töplach an die Gemeinde St. Georgen am Längsee.

## Bevölkerungsentwicklung
Für die Ortschaft zählte man folgende Einwohnerzahlen:
- 1869: 10 Häuser, 76 Einwohner[3]
- 1880: 11 Häuser, 69 Einwohner[4]
- 1890: 8 Häuser, 45 Einwohner[5]
- 1900: 9 Häuser, 44 Einwohner[6]
- 1910: 9 Häuser, 27 Einwohner[7]
- 1923: 9 Häuser, 59 Einwohner[8]
- 1934: 61 Einwohner[9]
- 1961: 12 Häuser, 55 Einwohner[10]
- 2001: 16 Gebäude (davon 11 mit Hauptwohnsitz) mit 15 Wohnungen; 40 Einwohner und 7 Nebenwohnsitzfälle; 13 Haushalte; 5 Arbeitsstätten, 3 land- und forstwirtschaftliche Betriebe[11]
- 2011: 18 Gebäude, 47 Einwohner, 17 Haushalte, 6 Arbeitsstätten[12]
- 2021: 23 Gebäude, 57 Einwohner, 20 Haushalte, 7 Arbeitsstätten[13]

## Persönlichkeiten
- Heinrich Schratt (1851–1940), Gutsbesitzer in Töplach, Bruder der Katharina Schratt.[14]